# Rutilismo

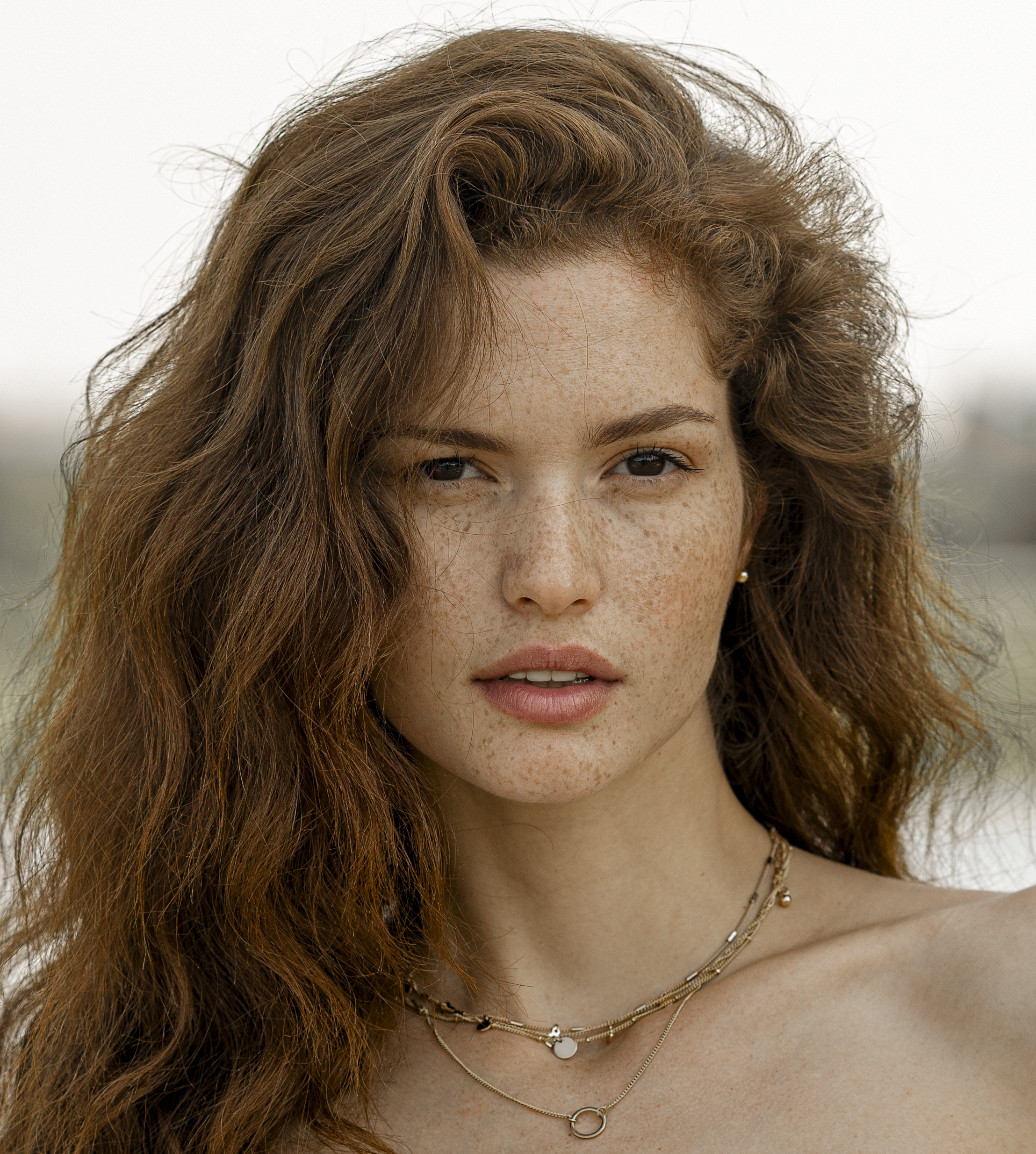
Mulher ruiva com pele clara e sardas.

Rutilismo é uma característica genética responsável pela ocorrência de pelos e cabelos ruivos, ou seja, de coloração avermelhada, laranja avermelhado ou vermelho acobreado. Seu gentílico é ruivo ou ruiva.
A presença de cabelos ruivos ocorre em aproximadamente 2% da população humana. Ocorre mais frequentemente (2–6%) em pessoas cujos ancestrais são oriundos do norte ou noroeste europeu e menos frequentemente noutras populações.

## Características
O rutilismo é caracterizado por cabelos laranja-avermelhados, além de cabelos dourados. Os ruivos costumam ter pele clara e delicada e geralmente sardenta. Apesar de ser muito comum entre pessoas de pele clara, não é uma exclusividade de pessoas brancas. Existem não só negros ruivos como também ruivos de diversas outras etnias. As cores de cabelo descritas como ruivas variam do vermelho profundo, passando pelos tons laranja e cobre, até o dourado misturado com loiro e terminando em ruivo. O fenômeno da vermelhidão resulta de altas concentrações do pigmento avermelhado feomelanina e baixas concentrações do pigmento escuro eumelanina. A pele dos ruivos costuma ser mais sensível à radiação ultravioleta.
Em 1997 descobriu-se a bioquímica dos cabelos ruivos, demonstrando-se que estes se associam ao receptor da melanocortina-1 e componentes de ferro. Acredita-se que o gene recessivo associado teria uma antiguidade. Todos os ruivos apresentam variantes na região MC1R do cromossomo 16.

## Fatos
- O lugar do mundo com o maior número percentual de ruivos é o Reino Unido, especialmente a Escócia. Calcula-se que de 10 a 13% da população escocesa tenha cabelos avermelhados.
- O professor Jonathan Rees conduziu um estudo sobre ruivos na Universidade de Edimburgo. Ele identificou o gene para o cabelo ruivo, o MC1R, encontrado no 16º cromossomo.
- Os cabelos avermelhados são uma mutação genética.[6]
- Em meados do século XVII, no final do reino da rainha Elizabeth I, a crença nas fadas chegou ao sudeste da Inglaterra. Desde aqueles tempos, elas são frequentemente imaginadas e representadas como lindas mulheres de cabelos ruivos.
- O gene para cabelos avermelhados é recessivo. Ruivos podem nascer depois de gerações de morenos ou loiros na família.
- Estudos indicam que, provavelmente, alguns neandertais eram ruivos.[7]
- O deus egípcio Seth era ruivo. [8]
- Segundo Diodoro da Sicília, os cabelos ruivos eram "comuns entre os antigos gregos". [9]

## Portugal
A presença de ruivos em Portugal ocorre ocasionalmente de norte a sul do país. Curiosamente, a povoação chamada A-dos-Ruivos teve o seu nome devido à presença de um grande número de ruivos no local.
De acordo com o antropólogo e médico Eusebio Tamagnini, numa  pesquisa realizada sobre pigmentação de cabelo, publicado em 1936 pela Universidade de Coimbra, a média de ruivos em Portugal é de 0,17%.